# SIPA Special Support Unit
Die SIPA Special Support Unit oder SIPA Jedinica za specijalističku podršku ist eine Spezialeinheit der bosnisch-herzegowinischen SIPA, welche im September 2005 gegründet wurde.

## Organisation
Die SIPA Special Support Unit ist in drei Sektionen unterteilt.

### ALFA Anti-Terrorist Section
Die ALFA Anti-Terrorist Section ist die Antiterror-Sektion. Die Einheit darf, sofern es rechtlich möglich ist, auch auf internationaler Ebene operieren.

### BETA Operations Section
Die BETA Operations Section ist dafür zuständig, Kriminelle zu verhaften und für Personenschutz zu sorgen. Sie wird vor allem dann eingesetzt, wenn eine Hochrisikosituation vorherrscht und man auf spezielle Fähigkeiten und Ausrüstung zurückgreifen muss. Die Sektion hat auch Teams, welche im steilen Gebirge klettern, dort wo man spezielle Eindringen muss oder Über- und Unterwasser zu operieren.

### GAMA Support Section
Die GAMA Support Section unterstützt die anderen Sektionen mit Polizeihunden, Kontaktiermöglichkeiten, Verschlüsselung und Logistik.

## Ausrüstung
- Zastava M21[3]
- FN SCAR[3][4]
- Glock 17[3][2]
- FN P90[4][2]
- Ein Gewehr von Accuracy International[4]

Daneben hat die Einheit auch Scharfschützengewehre, Schrotflinten und Granatwerfer.

## Rekrutierung und Ausbildung
Es wird nur aus anderen bosnisch-herzegowinischen Polizeieinheiten rekrutiert. Am Anfang steht ein siebentägiges Auswahlverfahren, bei dem die Aspiranten medizinisch, physisch und psychisch untersucht werden. Es folgt eine sechsmonatige Ausbildung, bei der die Rekruten Taktiken, Schießen und Kampfsport erlernen. Nach dieser Ausbildung werden sie einer Einheit zugeordnet und müssen sich in einem Spezialgebiet weiter ausbilden lassen.